# Campionat del Món de motocròs de 125cc
El Campionat del Món de motocròs de 125cc, regulat per la FIM, fou la màxima competició internacional de motocròs en la cilindrada de 125 cc. Coneguda com a "classe de 125 cc" (en anglès, 125 cc class), era, juntament amb les de 250 i 500 cc, una de les tres categories en què es disputava tradicionalment el Campionat del Món. La categoria estigué activa entre 1975 i 2003. El 2004 es reconvertí a la nova MX2.
Al contrari d'allò que s'ha fet sempre al mundial de velocitat, en què els Grans Premis programen una cursa de cadascuna de les diferents classes en què es disputa el campionat (actualment, MotoGP, Moto2 i Moto3), històricament el mundial de motocròs s'especialitzava per cilindrada: cada Gran Premi se centrava únicament en una de les tres possibles (125, 250 o 500 cc) i cadascuna tenia, doncs, el seu propi calendari de curses.

## Història
El 26 de juliol de 1947 es va celebrar a Wassenaar, Països Baixos, la primera edició d'un campionat internacional de motocròs reservat a seleccions estatals, el Motocross des Nations. Cinc anys després, el 1952, la FIM instaurà el primer Campionat d'Europa de motocròs per a pilots individuals, obert a motocicletes de fins a 500 cc. El 1957, aquest campionat fou rebatejat com a "Campionat del Món" i, al mateix temps, es creà en paral·lel la primera Copa d'Europa de 250 cc, reservada a motocicletes d'aquesta cilindrada. La Copa d'Europa fou rebatejada com a "Campionat d'Europa" el 1959 i com a "Campionat del Món" el 1962.
Durant anys, doncs, el mundial de motocròs es disputà en dues cilindrades, essent la de 500 cc considerada la "categoria reina" i la de 250 cc una mena de categoria menor, sense tant de prestigi. Al tombant de la dècada del 1960, però, quan la categoria dels 250 cc ja estava ben consolidada, diversos països començaren a incloure als seus respectius campionats estatals una tercera classe destinada a pilots novells i restringida als 125 cc (a Bèlgica i Alemanya des del 1970, a França, Països Baixos, Estats Units i Canadà des del 1972, a Suècia des del 1973). Altres campionats, com ara els de l'URSS, Espanya, Austràlia i el Japó, hi havien inclòs des de sempre aquesta cilindrada (també als Països Baixos hi havia estat vigent fins a mitjan dècada del 1950). Finalment, el 1973 la FIM decidí instaurar un tercer campionat internacional per a la cilindrada dels 125 cc, inicialment amb la denominació de Cup FIM 125 cc i reservat a pilots de fins a 25 anys. Tal com estava establert per al mundial de velocitat de 125cc, les plaques porta-números de la motocicleta havien de ser negres amb els números blancs.
El 1975, la Copa FIM de 125 cc es rebatejà com a Campionat del Món. L'èxit d'aquesta petita cilindrada, en què les motocicletes havien de superar amb constants innovacions tècniques la relativa poca potència dels seus motors, va fer que el 1981 es creés fins i tot una rèplica del Motocross des Nations reservada a equips estatals amb motocicletes de 125 cc, la Coupe des Nations. Aquesta prova durà només quatre anys, ja que el 1985, la FIM va presentar un nou format que combinava els tres trofeus existents (Motocross, Trophée i Coupe) en un de sol que aplegava les tres categories amb un corredor de cadascuna i tres curses per trofeu (125/500, 125/250 i 250/500), de manera que tots poguessin competir entre si.
A començaments de la dècada del 1990, la popularitat dels 500 cc començà a declinar en favor de la categoria de 250 cc, la qual acabaria esdevenint la principal i prenent així, doncs, l'apel·latiu familiar de "reina" a la seva germana gran. També durant aquella època aparegueren nous conceptes que capgiraren el desenvolupament tradicional dels mundials de motocròs: d'ençà del 1995, es començaren a programar regularment Grans Premis "dobles" (on s'hi corrien curses de dues categories, quasi sempre les de 125 i 250 cc) i fins i tot "triples" (amb curses de les tres categories).
Al tombant del segle xx, la FIM cedí l'organització del Campionat del Món de motocròs a Youthstream, una societat privada dirigida per Giuseppe Luongo. El 2001, Luongo es vengué els drets acabats d'aconseguir a Dorna, la societat que organitzava el mundial de velocitat. Dorna decidí aleshores aplicar la idea del triple Gran Premi (125, 250 i 500cc alhora) per a tots els que componien el mundial, però amb la diferència que totes les curses es feien en un sol dia -i no pas repartides entre dissabte i diumenge, com fins aleshores-, amb una sola mànega per categoria.
La gestió de Dorna al capdavant del mundial no acabà de funcionar i, el 2004, l'entitat retrocedí els seus drets a Youthstream. Una de les primeres mesures de Giuseppe Luongo aleshores fou la reformulació total de les tres classes històriques del mundial: les cilindrades de 125, 250 i 500 cc (totes tres amb motors de dos temps) desaparegueren i, al seu lloc, s'instauraren tres noves classes basades en motors de quatre temps (MX1, MX2 i MX3). La classe de 125 cc fou substituïda per la nova MX2, pensada especialment per a motors de quatre temps de fins a 250 cc de cilindrada i pilots de 15 a 23 anys d'edat.
Actualment, la classe dels 125 cc segueix activa en diversos campionats estatals i internacionals de motocròs, entre ells el Campionat d'Europa i el del Món júnior.

## Pilots

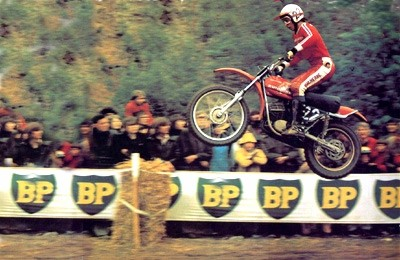
André Malherbe amb la Zündapp 125 durant la Copa FIM de 1974

Per la classe de 125 cc hi passaren alguns pilots que han fet història dins el motocròs. El jove vencedor de les dues Copes FIM inicials, André Malherbe (de 17 anys d'edat el 1973), va destacar uns anys més tard als 500 cc i en va guanyar tres títols mundials.
Un dels més recordats especialistes en els 125 cc fou Gaston Rahier, guanyador dels tres primers títols mundials en disputa (1975-1977) amb gran autoritat després d'haver competit unes quantes temporades als 250 cc sense destacar-hi especialment. Qui trencà la seva ratxa fou el seu company d'equip a Suzuki Akira Watanabe, el primer i únic campió del món de motocròs japonès a data de 2021.
Després del títol de Watanabe, un altre belga va tornar a guanyar tres campionats consecutius: Harry Everts (1979-1981), antic campió del món de 250 cc el 1975 amb Puch que, després de dues temporades amb Bultaco, havia fitxat per Suzuki a finals de 1978 per a competir a la categoria petita. Més tard, Everts va passar als 500 cc, però no va poder igualar els futurs èxits del seu fill Stefan -campió del món de les tres cilindrades- i es va retirar poc després. El tercer i últim triple campió del món consecutiu de 125 cc fou l'italià Alessio Chiodi, força anys més tard (1997-1999).
El primer a aconseguir títols mundials en les tres cilindrades possibles (125, 250 i 500 cc) fou Eric Geboers, fet que li valgué el sobrenom de Mr. 875 cc. La seva fita fou superada per Stefan Everts, el pilot més reeixit de la història del campionat del món (10 títols i 101 victòries en Gran Premi), qui no només guanyà campionats en les tres categories "clàssiques", sinó que també en la nova MX1.

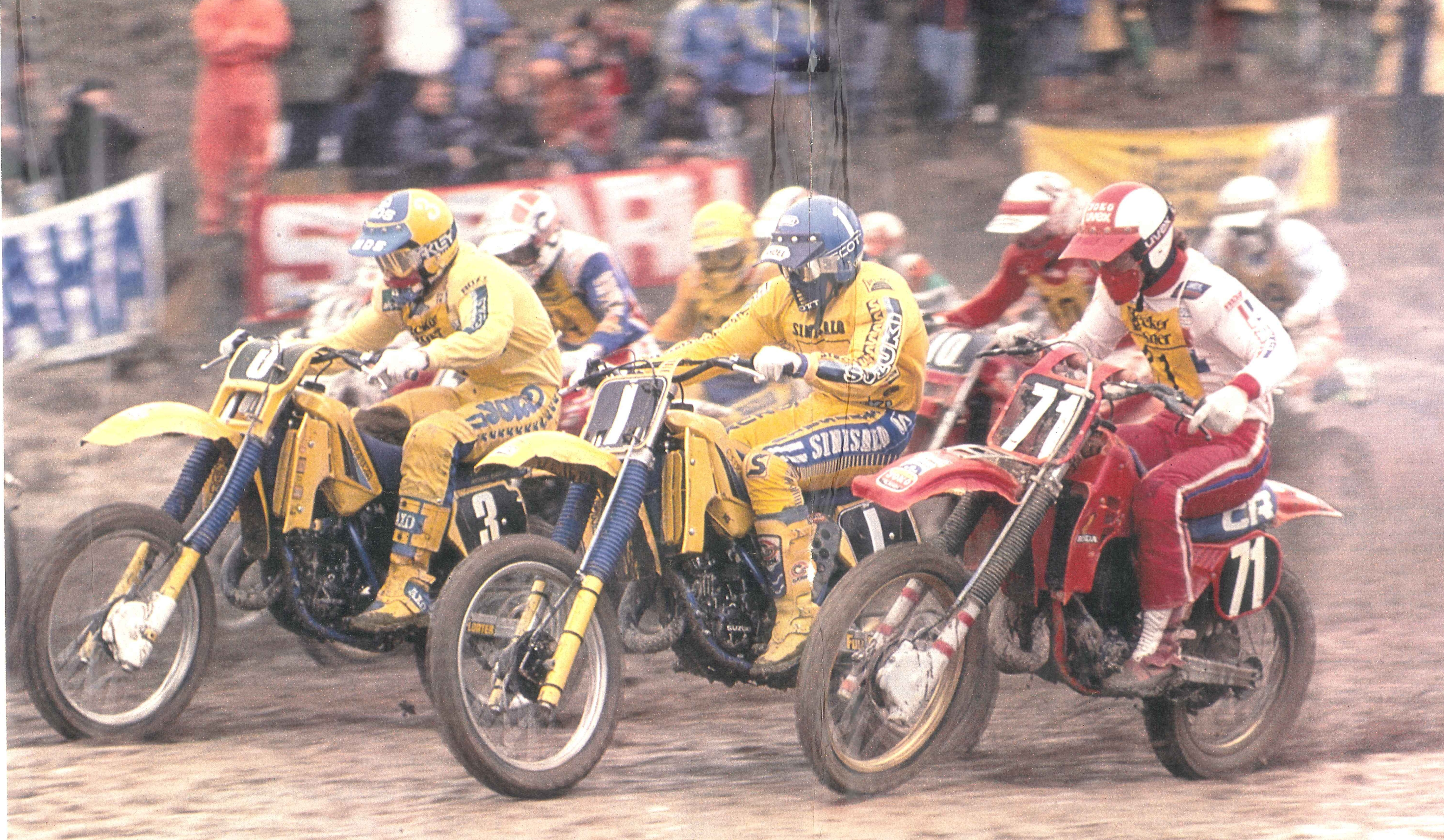
Michele Rinaldi (3), Eric Geboers (1) i Klaus-Bernd Kreutz (71) al GP d'Alemanya de 125cc de 1983

La categoria dels 125 cc va servir sovint de trampolí per a pilots joves que debutaven en competició internacional. Alguns d'ells van aconseguir el primer títol mundial de motocròs per als seus respectius països: a banda del ja esmentat Watanabe per al Japó (1978), Michele Rinaldi va aconseguir el primer d'Itàlia (1984), Dave Strijbos el dels Països Baixos (1986) i Greg Albertyn el de Sud-àfrica (1992). El 1985, Pekka Vehkonen no fou el primer campió del món finlandès, però sí el segon i últim d'aquell país després que Heikki Mikkola hagués guanyat quatre títols uns anys abans.
Després dels èxits dels pilots nord-americans al 1982, quan Danny LaPorte i Brad Lackey van guanyar el mundial de 250 i 500 cc respectivament, calgué esperar al 1989 per tornar a veure un americà campió del món, aquest cop en 125 cc. Fou Trampas Parker, el primer americà a guanyar el títol de la petita cilindrada força anys després que un compatriota seu, Marty Smith, hagués protagonitzat una gran temporada al mundial de 1976. Donny Schmit i Bob Moore igualaren més tard l'èxit de Parker.
Mentre que al mundial de 250 cc hi van destacar durant anys els pilots del bloc de l'est (especialment, txecs i soviètics), als 125 cc no van reeixir-hi al mateix nivell. Durant les primeres temporades, pilots com ara Jiří Churavý, Antonín Baborovský, Zdeněk Velký, Iuri Khudiakov o Pavel Rulev van ocupar sovint posicions capdavanteres, però aviat les seves ČZ van quedar desfasades davant la competència.

## Motocicletes
Un cop instaurada, la classe de 125 cc li prengué a la de 250 cc l'apel·latiu familiar que havia tingut fins aleshores, "la petita cilindrada". Pel fet de començar a mitjan dècada del 1970, la tecnologia de les motos de motocròs ja estava prou assentada i totes les participants compartien inicialment les mateixes característiques bàsiques: motor monocilíndric de dos temps refrigerat per aire, suspensió anterior de forquilla tradicional i posterior de doble amortidor telescòpic i frens de tambor a ambdues rodes. Això anà variant progressivament i, de fet, a la classe dels 125 cc s'hi provaren i introduïren moltes millores tècniques que acabaren generalitzant-se més tard a les altres categories.
La primera evolució tècnica important fou el pas de la refrigeració per aire a la líquida, una innovació que es començà a experimentar a finals dels 70 (algunes marques ja en provaren algun prototip cap al 1977-78) i que a mitjan dècada del 1980 es generalitzà a les altres cilindrades. La segona fou la suspensió posterior: després dels primers experiments de Yamaha als 70 amb el seu sistema Cantilever (tant als 125 com als 250 cc), les motos anaren abandonant progressivament la tradicional disposició de basculant amb dos amortidors laterals per a passar a l'estàndard actual d'un de sol centrat, sota el selló, anomenat segons el fabricant Monoshock o Pro-Link. En paral·lel, la tecnologia dels frens millorà fins a arribar a la situació actual general de frens de disc a ambdues rodes.

### Fabricants

#### Els europeus
En començar la Copa FIM, els principals fabricants a participar-hi varen ser els europeus, especialment les marques històriques que ja portaven anys competint a les altres cilindrades: Husqvarna, Maico, Montesa i Bultaco disposaven de models ja provats en diversos campionats estatals. Les dues marques catalanes hi van aconseguir bons resultats amb pilots prometedors com eren aleshores Raymond Boven, Michel Combes i Jean-Paul Mingels (cap a 1977, Derbi va provar sort amb el belga Dieudonné Stouvenakers i, més tard, amb Toni Elías, sense gaire èxit amb cap dels dos). La sueca Husqvarna destacà el 1974 gràcies especialment a Gilbert de Roover.
Però fou una marca alemanya, Zündapp, la gran triomfadora de la Copa FIM. Famosa sobretot per les seves motos d'enduro de petita cilindrada, l'empresa havia llançat la seva reeixida 125 MC de motocròs el 1970. El model de 1972, amb canvi de 5 velocitats, pesava 90 kg i lliurava 20 CV a 8.500 rpm. A banda de Malherbe, doble campió, pilots de la talla de Fritz Schneider i Göte Liljegren portaren les petites Zündapp a l'èxit. Gilbert de Roover fou subcampió del món de 1975 amb una Zündapp.
ČZ, amb llarga experiència en les dues cilindrades superiors, esperà al 1975 per a debutar al mundial de 125 cc amb un nou prototip que va donar força bon resultat. Diversos pilots txecs i soviètics (també De Roover parcialment el 1975), van aconseguir podis i victòries en Gran Premi amb les motos de Strakonice.
Foren nombrosos els fabricants italians que varen desenvolupar motos de 125 cc i participaren oficialment al campionat, ja des de l'etapa de Copa FIM: Ancillotti, Aspes i SWM primer; més tard, Gilera, Aprilia, Cagiva, Beta i TM entre d'altres. De tots ells, només Cagiva aconseguí algun mundial (els de 1985 i 1986). Cal dir que els dos mundials guanyats per Alessio Chiodi amb Husqvarna (1998-1999) varen ser ja durant l'època en què la marca sueca era propietat de la italiana Cagiva.
La marca europea més reeixida al llarg de la història dels 125 cc va ser KTM. L'empresa, que havia començat el 1953 tot muntant motors d'altres marques (Sachs, Rotax i Puch) a les seves motos, llançà el primer dissenyat i construït íntegrament a les seves instal·lacions el 1972. Després d'unes quantes temporades competint als 125 cc, el 1980 va llançar un nou motor per a aquesta categoria de nova generació amb entrada de semivàlvula. El 1981 va aparèixer la primera KTM amb motor refrigerat per aigua, la LC 125cc, amb un radiador horitzontal situat sota el dipòsit de combustible. Entre el 1984 i el 1987, la marca seguí innovant amb motors d'admissió per vàlvula completa al càrter i altres amb vàlvula de potència. L'empresa austríaca aconseguí el seu primer mundial a la petita cilindrada el 1984, gràcies a Trampas Parker.

#### Els japonesos
Tan bon punt l'antiga Copa FIM es convertí en Campionat del Món, les marques japoneses s'hi abocaren amb tot el seu potencial. Suzuki fou la primera i ja el primer any, Gaston Rahier guanyà per a la marca groga el primer dels 10 títols mundials consecutius de 125 cc que aconseguí Suzuki entre el 1975 i el 1984. Al llarg de la història del campionat, Suzuki en guanyà un total de 13.
Yamaha havia començat a desenvolupar el seu prototip de 125 cc ben aviat, i després del subcampionat de Torao Suzuki a la Copa FIM de 1973, Gerard Rond va ser durant uns anys un seriós aspirant al títol mundial. Tot i així, la marca dels tres diapasons va haver d'esperar al 1987 per a aconseguir el seu primer mundial a la categoria petita gràcies a John Van Den Berk.
L'any següent fou el torn d'Honda, a mans de Jean-Michel Bayle. La firma de Tokyo havia començat al mundial de 125 cc en data primerenca. El 1976, Marty Smith va guanyar dos Grans Premis amb la vermella CR125, una evolució de la RC125M de 1972 (el model inicial de 125 cc de la marca, el qual va tenir molt d'èxit comercial tant al Japó com als Estats Units i altres mercats).
La quarta marca japonesa en discòrdia, Kawasaki, va guanyar el primer dels seus dos mundials de la categoria el 1996, amb Sébastien Tortelli. L'empresa havia creat els seus primers models de motocròs de 125 cc feia anys: el 1963 va desenvolupar la B8M 125 "Red-Tank Furore", un model que va guanyar els campionats de motocròs de les prefectures de Fukui i Hyōgo. Kawasaki va introduir nombroses innnovacions tècniques a les petites 125. El 1979, l'empresa va començar el desenvolupament d'un fre de disc per a motocròs i el 1980 va crear el seu primer prototip equipat amb aquesta tecnologia. El 1982, el nou sistema de frenada es va incloure als models de sèrie KX125 i KX250. El 1985, la marca va presentar per primera vegada la seva versió d'una "vàlvula de potència" de dos temps. Anomenat KIPS (Kawasaki Integrated Power-valve System), el nou disseny integrava la cambra de ressonància del sistema ATAC d'Honda i el control de port variable del YPVS de Yamaha. El KIPS comptava, doncs, amb una subcambra d'escapament i un port d'escapament variable per a augmentar-ne el parell motor. Introduït a la sèrie el 1985 amb les noves versions dels models KX125 i KX250, el resultat fou excel·lent. La petita KX125, en particular, posseïa un important avantatge de potència respecte a les motos de 125 cc de la competència.

### Galeria d'imatges

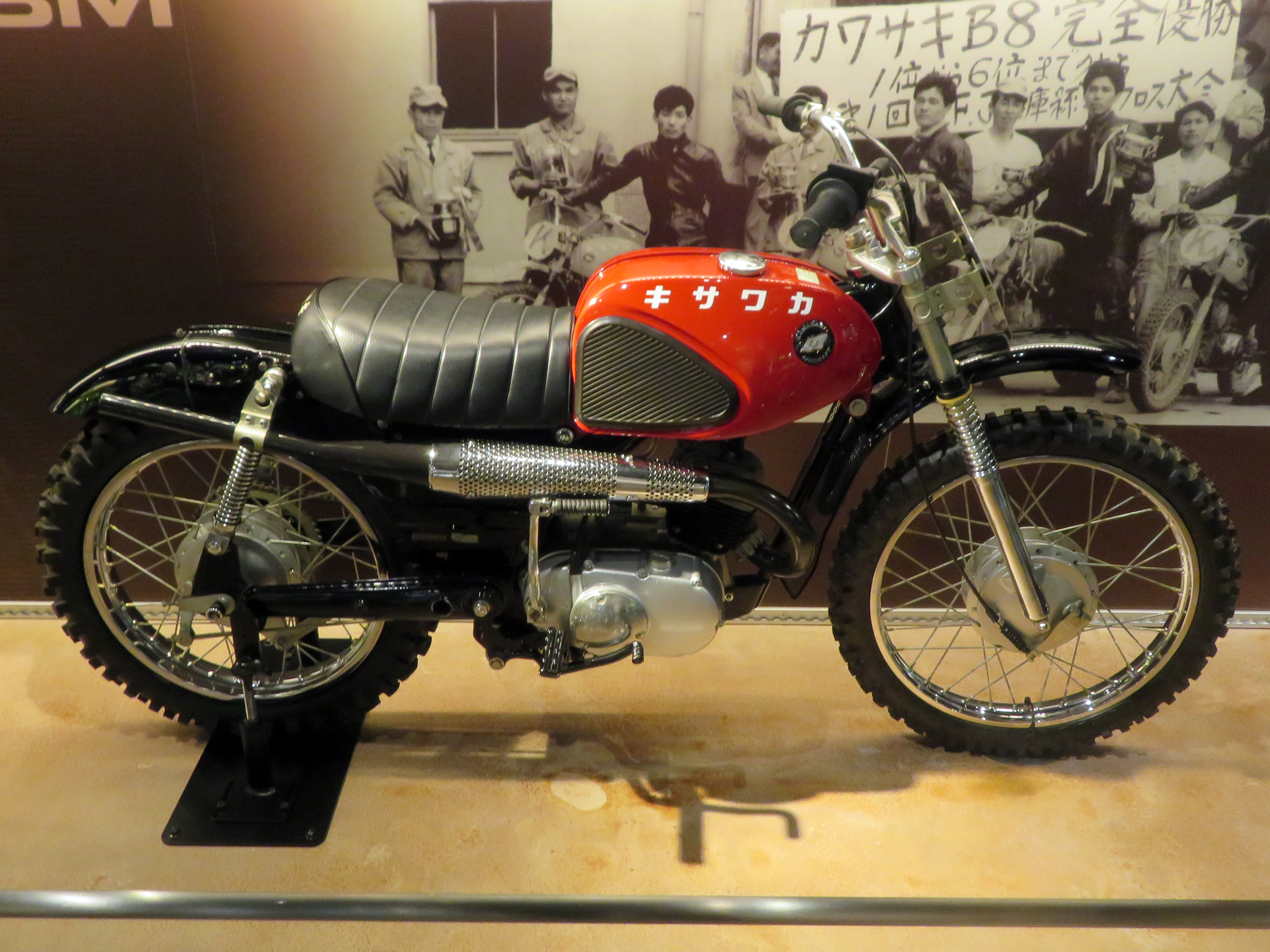
Kawasaki 125 B8M (1963)
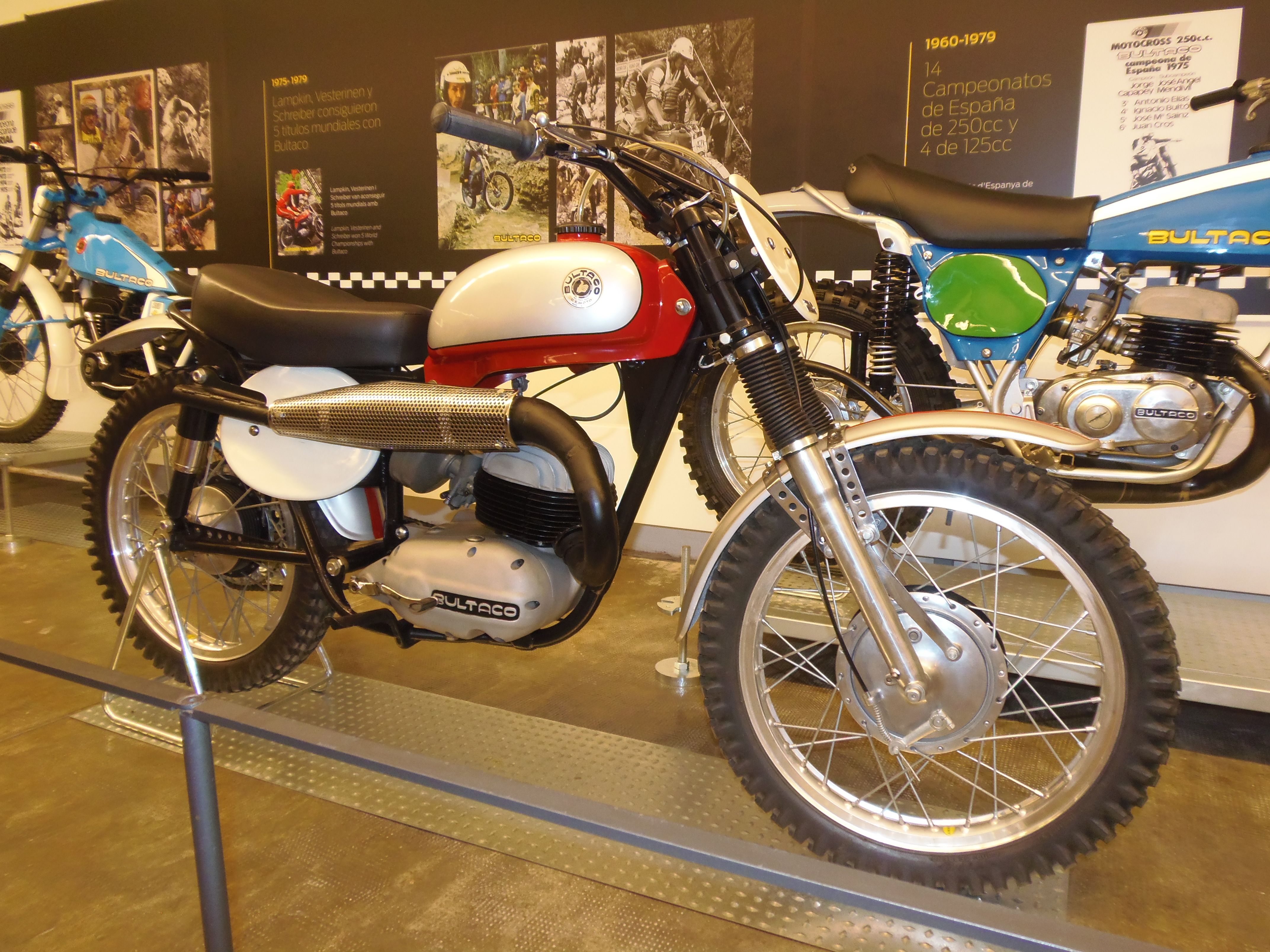
Bultaco Sherpa S 125 (1964)
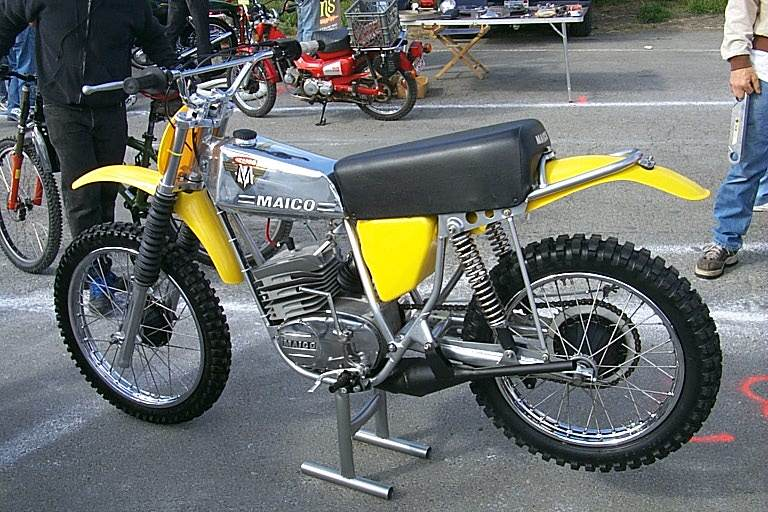
Maico MC 125 GP (1974)
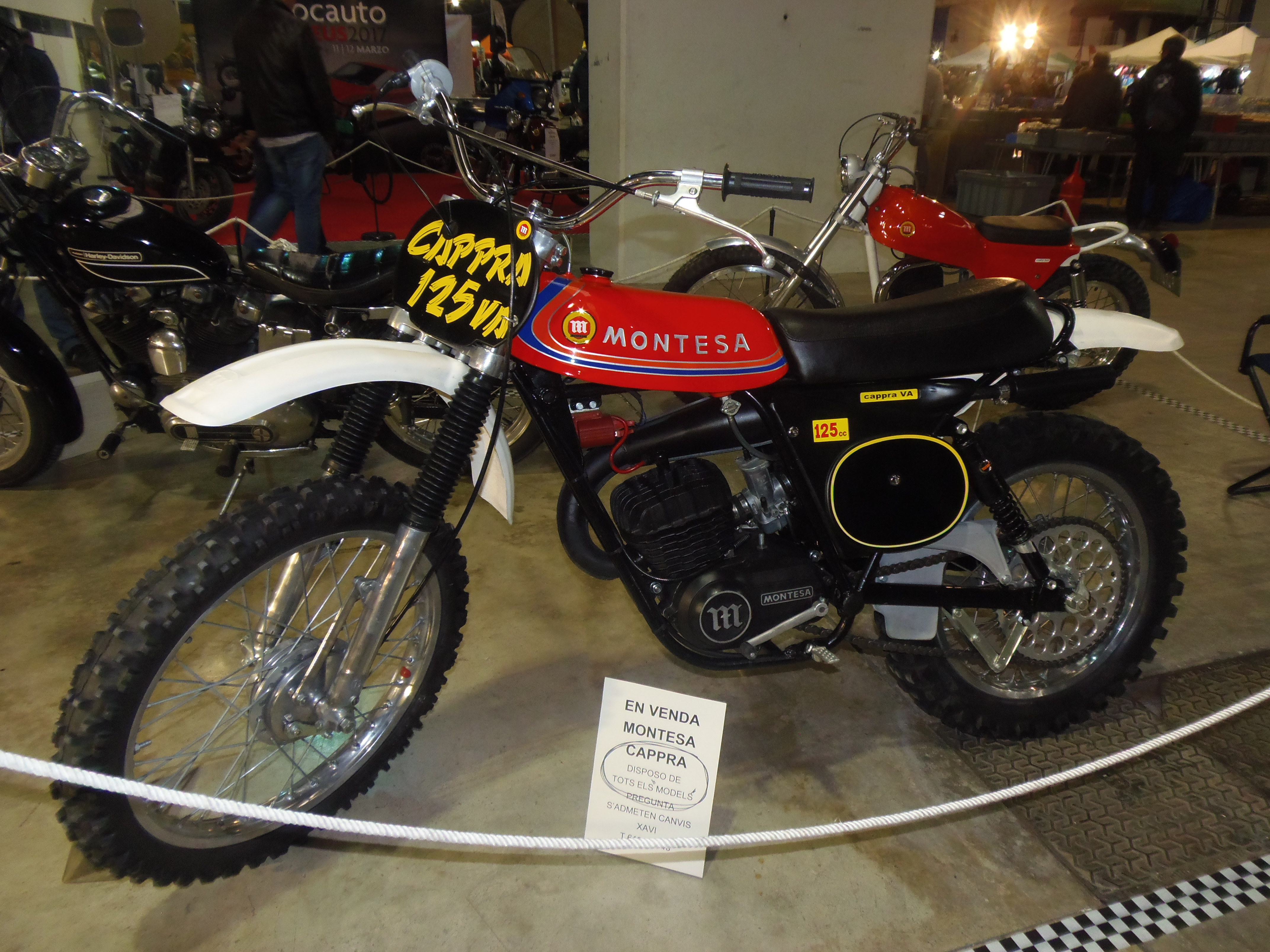
Montesa Cappra VA 125 (1976)
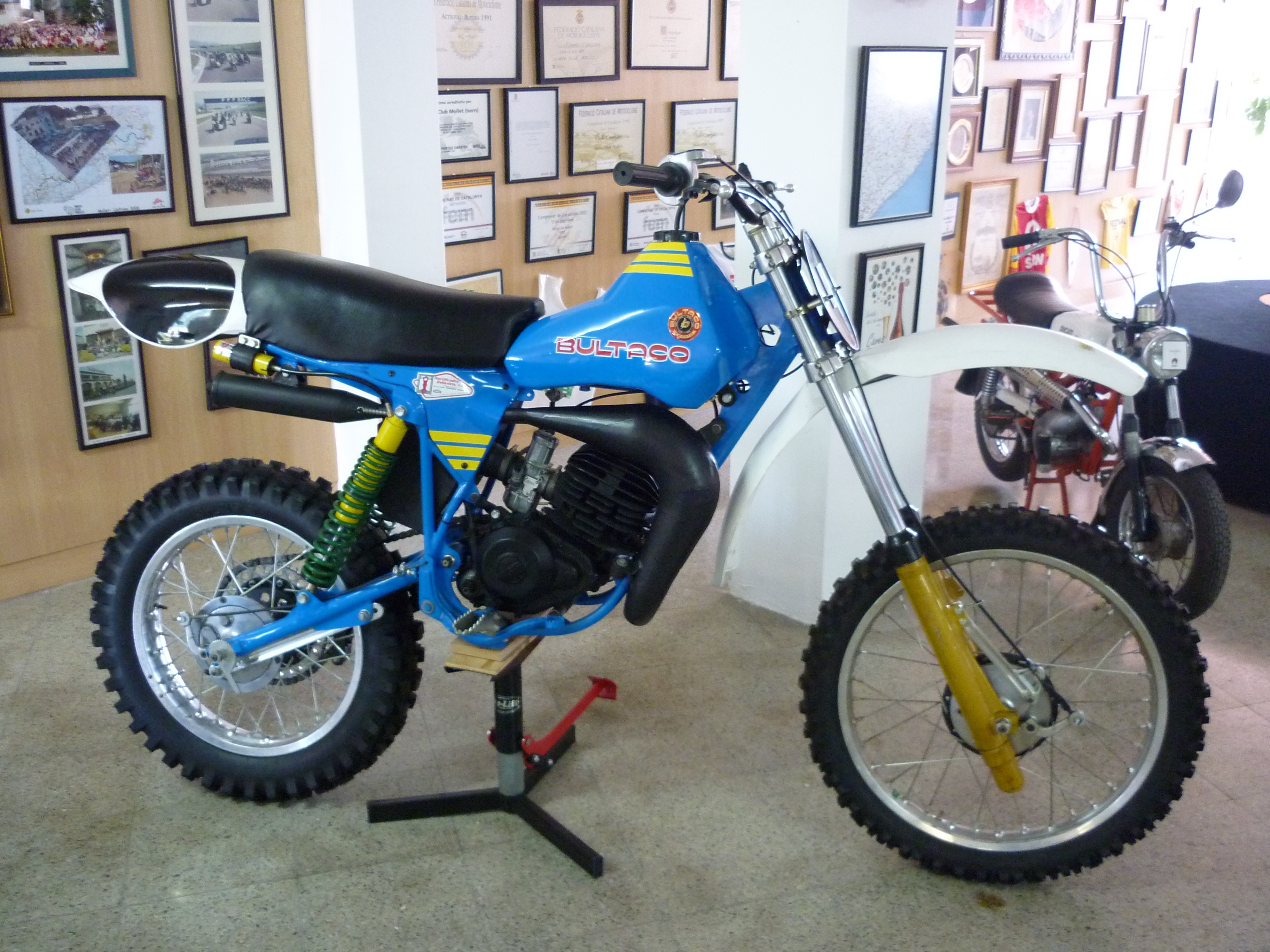
Bultaco Pursang MK15 125 (1980)

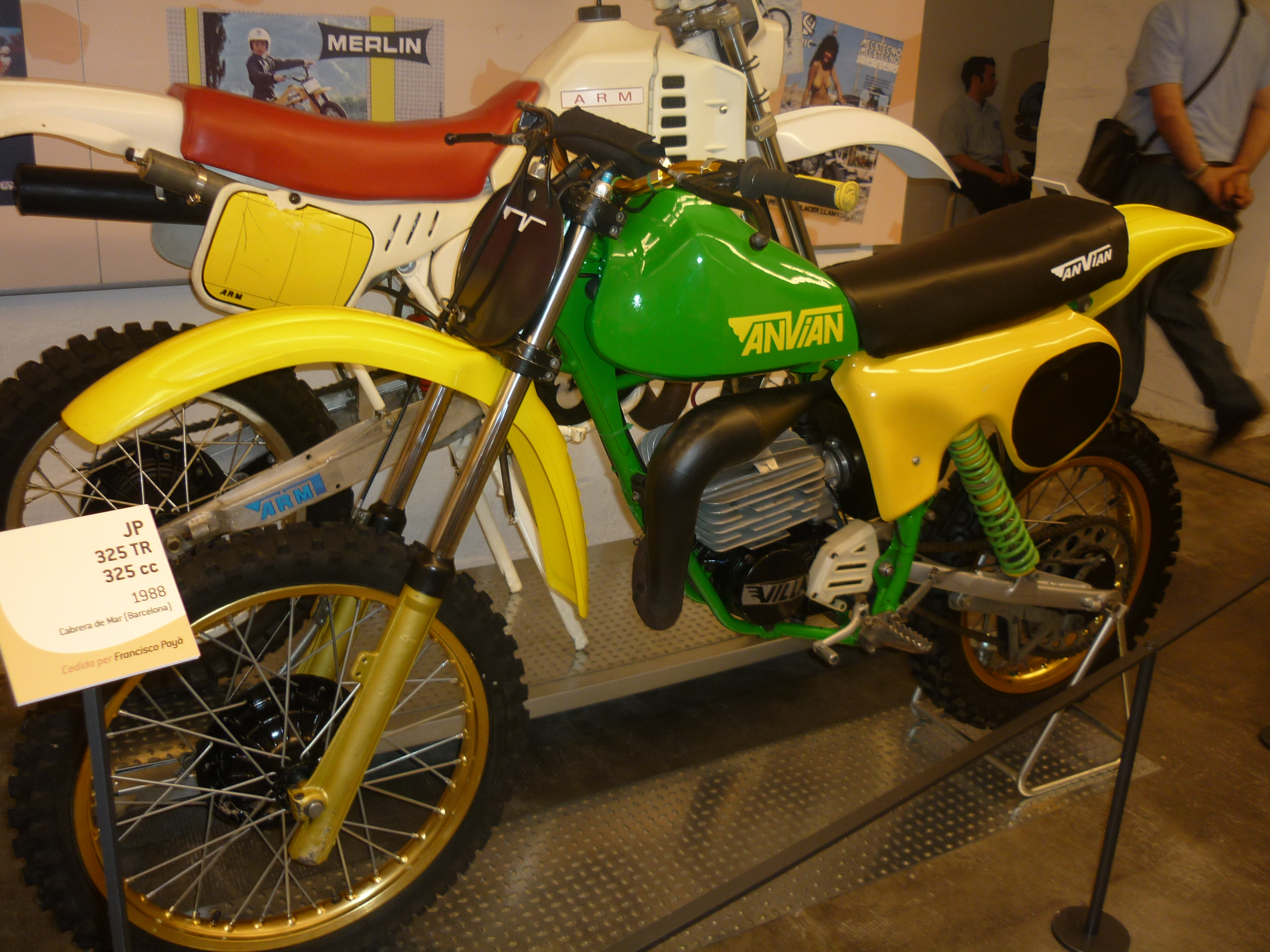
Anvian Cross 125 (1981)
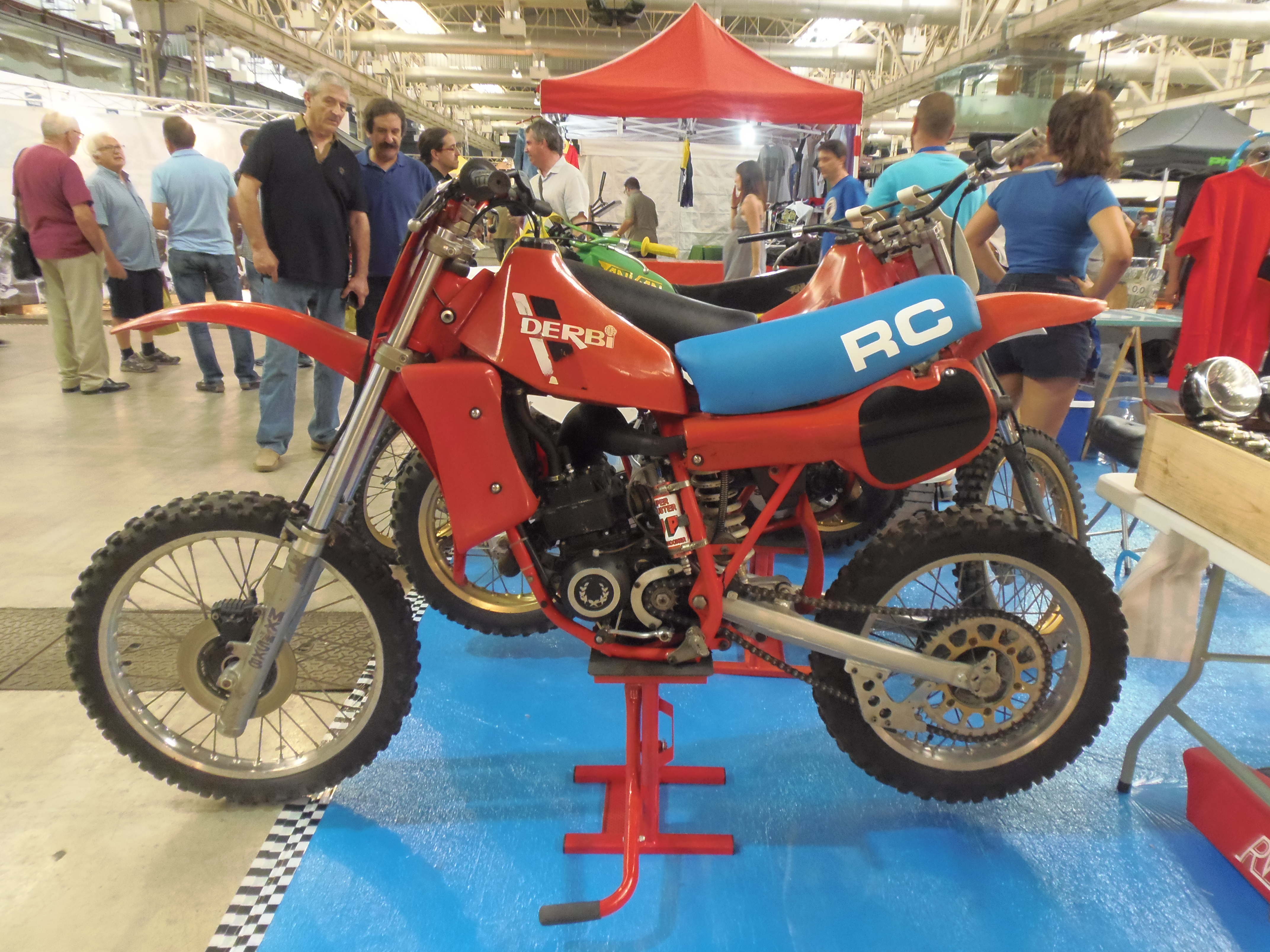
Derbi RC 125 (ca. 1982)
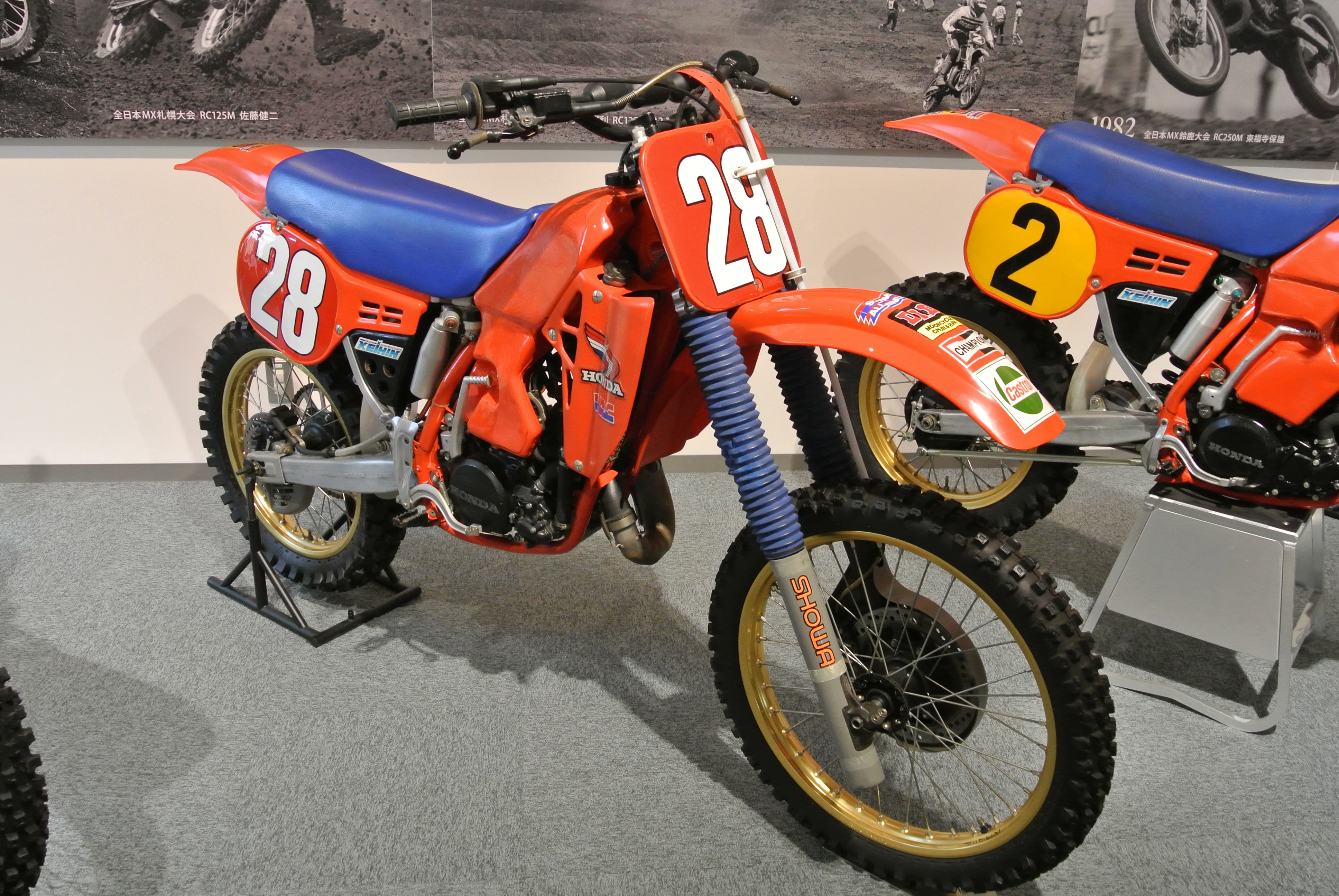
Honda RC125M (1984)
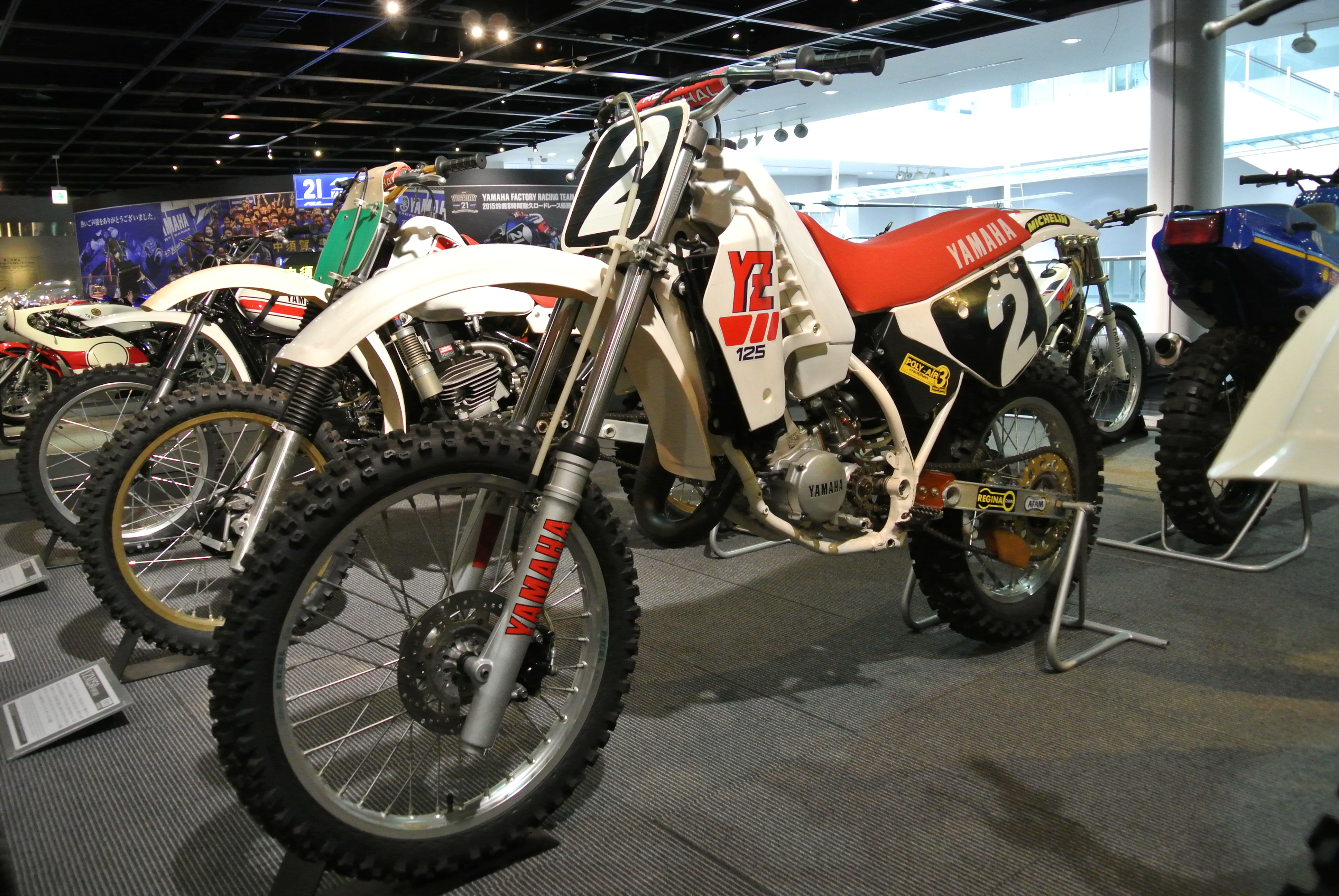
Yamaha YZ125M (1987)

## Grans Premis
Els principals Grans Premis de motocròs de 125 cc varen ser aquests:
| - Gran Premi d'Alemanya (1973-2003) - Gran Premi d'Àustria (1973-2003) - Gran Premi de Bèlgica (1973-2003) - Gran Premi d'Espanya (1973-2003) - Gran Premi de Finlàndia (1973-2000) - Gran Premi de França (1973-2003) | - Gran Premi de Gran Bretanya (1974-2000) - Gran Premi d'Itàlia (1974-2003) - Gran Premi de Iugoslàvia (1974-1985) - Gran Premi de Luxemburg (1984-2000) - Gran Premi dels Països Baixos (1973-2003) - Gran Premi de Polònia (1973-1995) | - Gran Premi de Suècia (1973-1994) - Gran Premi de Suïssa (1974-2001) - Gran Premi de Txecoslovàquia (1975-1989) - Gran Premi del Canadà (1975-1977) - Gran Premi dels Estats Units (1973-1987) |

## Llista de campions
| Edició | Any  | Campió             | Motocicleta |
| ------ | ---- | ------------------ | ----------- |
| I      | 1973 | André Malherbe     | Zündapp     |
| II     | 1974 | André Malherbe     | Zündapp     |
|        |      |                    |             |
| I      | 1975 | Gaston Rahier      | Suzuki      |
| II     | 1976 | Gaston Rahier      | Suzuki      |
| III    | 1977 | Gaston Rahier      | Suzuki      |
| IV     | 1978 | Akira Watanabe     | Suzuki      |
| V      | 1979 | Harry Everts       | Suzuki      |
| VI     | 1980 | Harry Everts       | Suzuki      |
| VII    | 1981 | Harry Everts       | Suzuki      |
| VIII   | 1982 | Eric Geboers       | Suzuki      |
| IX     | 1983 | Eric Geboers       | Suzuki      |
| X      | 1984 | Michele Rinaldi    | Suzuki      |
| XI     | 1985 | Pekka Vehkonen     | Cagiva      |
| XII    | 1986 | David Strijbos     | Cagiva      |
| XIII   | 1987 | John Van Den Berk  | Yamaha      |
| XIV    | 1988 | Jean-Michel Bayle  | Honda       |
| XV     | 1989 | Trampas Parker     | KTM         |
| XVI    | 1990 | Donny Schmit       | Suzuki      |
| XVII   | 1991 | Stefan Everts      | Suzuki      |
| XVIII  | 1992 | Greg Albertyn      | Honda       |
| XIX    | 1993 | Pedro Tragter      | Suzuki      |
| XX     | 1994 | Bob Moore          | Yamaha      |
| XXI    | 1995 | Alessandro Puzar   | Honda       |
| XXII   | 1996 | Sébastien Tortelli | Kawasaki    |
| XXIII  | 1997 | Alessio Chiodi     | Yamaha      |
| XXIV   | 1998 | Alessio Chiodi     | Husqvarna   |
| XXV    | 1999 | Alessio Chiodi     | Husqvarna   |
| XXVI   | 2000 | Grant Langston     | KTM         |
| XXVII  | 2001 | James Dobb         | KTM         |
| XXVIII | 2002 | Mickaël Maschio    | Kawasaki    |
| XXIX   | 2003 | Steve Ramon        | KTM         |

## Estadístiques

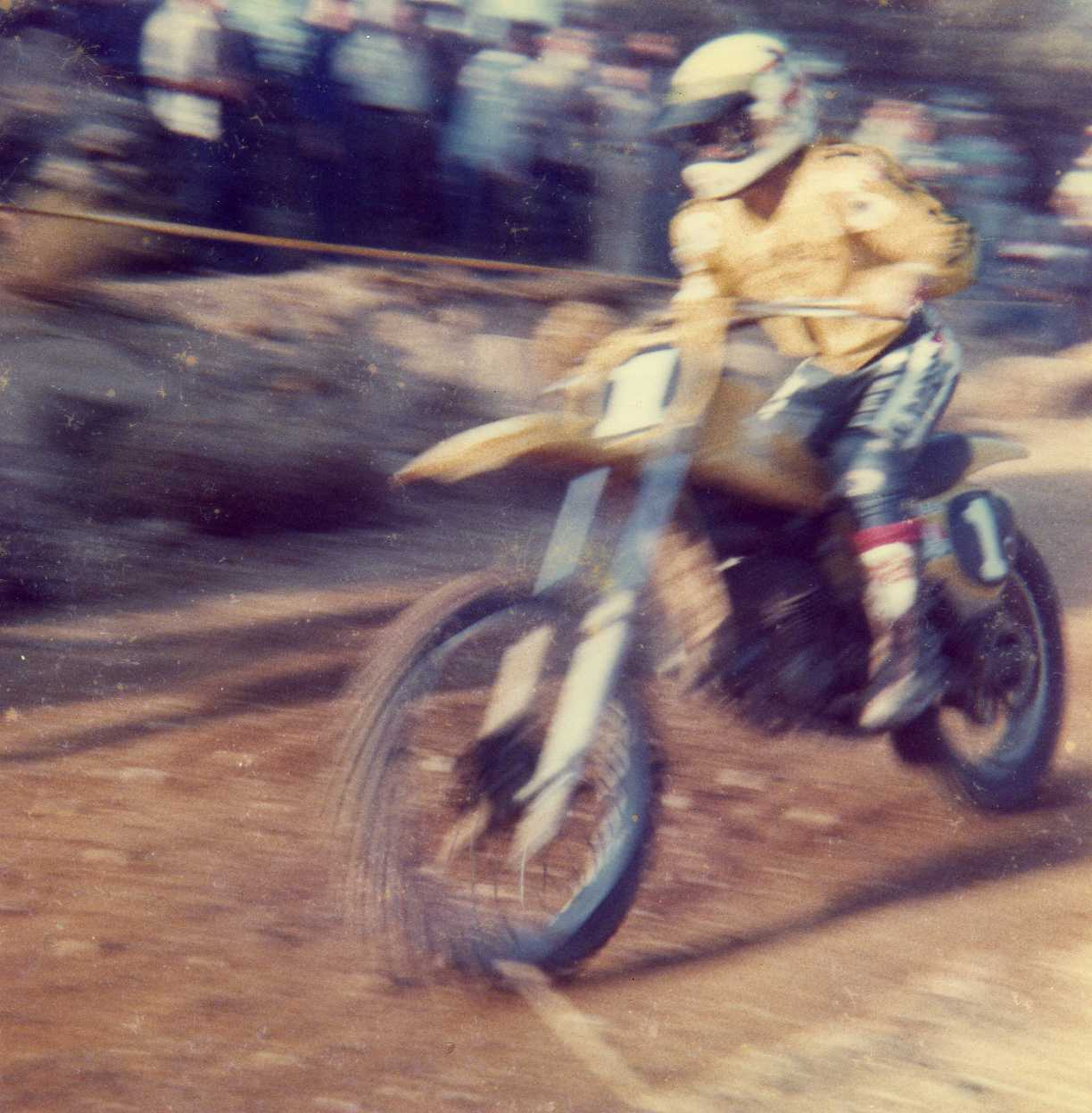
Gaston Rahier, 3 vegades Campió del Món de 125cc

S'han considerat tots els resultats compresos entre el 1973 i el 2003.
Comptant les 29 edicions del campionat del món i les 2 de la Copa FIM, s'arribaren a disputar 31 edicions del màxim nivell internacional de la classe de 125 cc. Dels 31 campions, només 5 van repetir el títol alguna vegada, essent els més reeixits els belgues Gaston Rahier i Harry Everts i l'italià Alessio Chiodi, amb 3 títols cadascun. Pel que fa als països dels campions, els més reeixits són Bèlgica, amb 12 títols i Itàlia, amb 5. Finalment, les marques de motocicleta amb més campionats aconseguits són les japoneses (només entre Honda, Suzuki i Yamaha n'acumulen 19). KTM, amb 4 campionats, és la marca europea més ben situada en aquest rànquing.

### Campions múltiples
| Pilot          | Títols |
| -------------- | ------ |
| Gaston Rahier  | 3      |
| Harry Everts   | 3      |
| Alessio Chiodi | 3      |
| André Malherbe | 2      |
| Eric Geboers   | 2      |

### Títols per nacionalitat
| País          | Total |
| ------------- | ----- |
| Bèlgica       | 12    |
| Itàlia        | 5     |
| Països Baixos | 3     |
| Estats Units  | 3     |
| França        | 3     |
| Sud-àfrica    | 2     |
| Japó          | 1     |
| Finlàndia     | 1     |
| Regne Unit    | 1     |
| Total         | 31    |

### Títols per marca
| Marca     | Títols |
| --------- | ------ |
| Suzuki    | 13     |
| KTM       | 4      |
| Honda     | 3      |
| Yamaha    | 3      |
| Zündapp   | 2      |
| Cagiva    | 2      |
| Husqvarna | 2      |
| Kawasaki  | 2      |
| Total     | 31     |

1. ↑  S'ha comptabilitzat la marca de la motocicleta amb què el campió guanyà el títol aquell any.